# Mullen Automotive

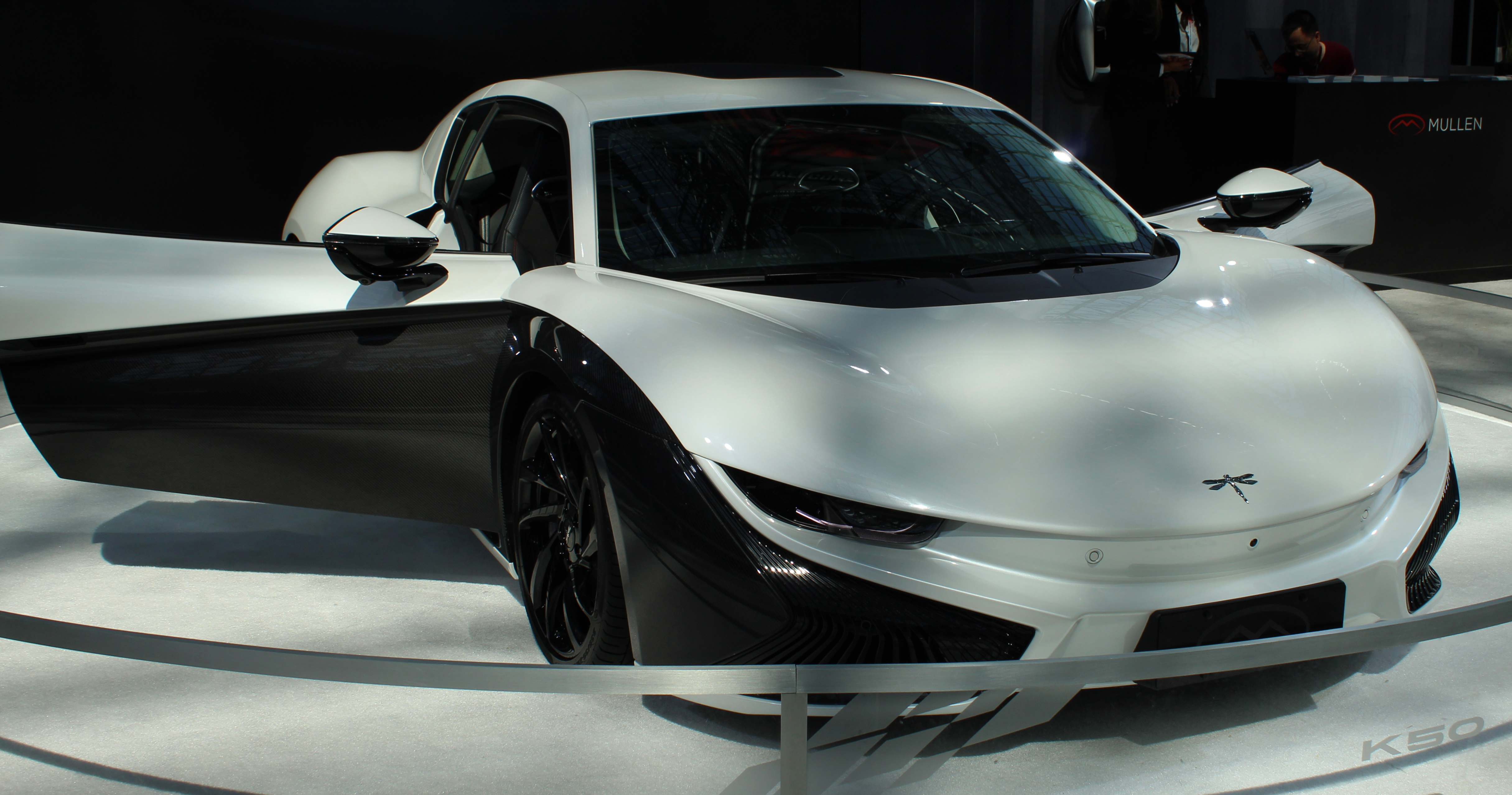
Mullen Dragonfly

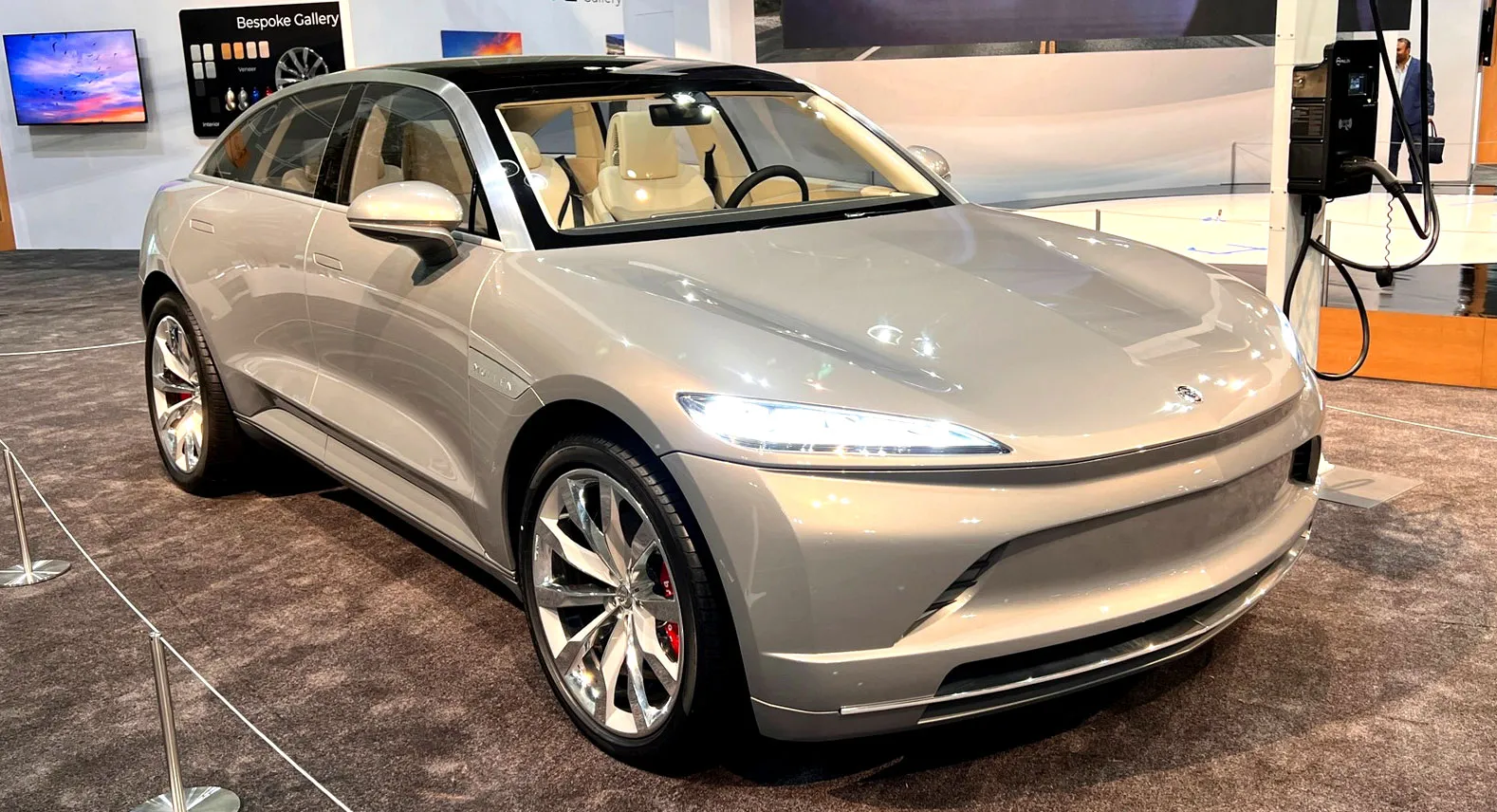
Mullen Five

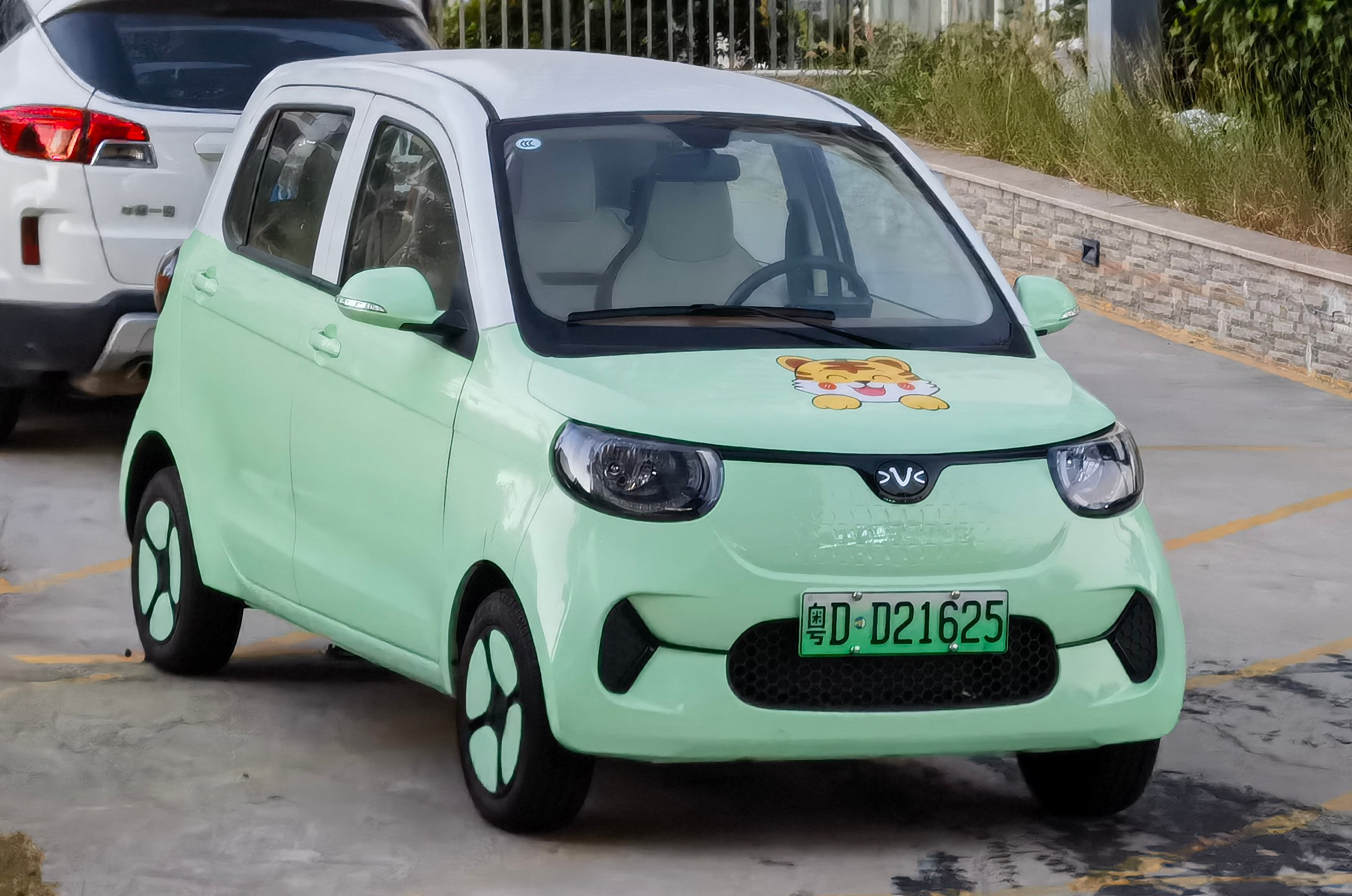
Mullen I-Go

Mullen Automotive, Inc. – amerykański startup planujący produkcję elektrycznych samochodów z siedzibą w Brea działający od 2002 roku. 

## Historia
Przedsiębiorstwo Mullen Motor Cars założone zostało w 2002 roku w amerykańskiej Kalifornii, za cel obierając rozwój niszowych samochodów sportowych. Wynikiem prowadzonych przez kolejne lata prac konstrukcyjnych był przedstawiony w 2006 roku samochód sportowy o nazwie Mullen GT, powstając także w elektrycznym wariancie w 2007 roku. Magazyn Forbes określił wówczas ten pojazd siódmym najszybszym amerykańskim samochodem w historii.
W 2014 roku właściciel Mullena, David Michery, zdecydował się przejąć większość akcji upadłego przedsiębiorstwa Coda Automotive produkującego bez powodzenia krótką serię elektrycznego sedana Coda EV. W efekcie powstało nowe przedsiębiorstwo, łączące struktury dwóch dotychczasowych firm Mullen Motor Cars i Coda Automotive pod nazwą Mullen Technologies. Latach 2014–2015 podjęto się próby przywrócenia do produkcji dawnego modelu Coda EV pod nową nazwą Mullen 700e, jednak nie doszło to do skutku.
W grudniu 2018 roku przedsiębiorstwo nawiązało współpracę z chińskim producentem elektrycznych supersamochodów Qiantu Motor, planując wprowadzić do sprzedaży na amerykańskim rynku jego samochód Qiantu K50 pod nazwą Mullen Dragonfly. W 2019 roku planowano rozpoczęcie lokalnej produkcji pojazdu w 2021 roku, jednak budowa fabryki nie ukończyła się w tym terminie. We wrześniu 2020 roku Mullen przedstawił pierwszy prototyp własnego samochodu w postaci elektrycznego SUV-a Mullen MX-05, planując wdrożyć go do produkcji. W listopadzie 2021 roku Mullen przedstawił z kolei następne studium elektrycznego SUV-a, tym razem większego w postaci modelu Mullen Five. W produkcyjnej postaci samochód miał docelowo trafić do produkcji i sprzedaży w 2024 roku. 
Jesienią 2022 Mullen przedstawił nowy produkt, ponownie mający trafić do seryjnej sprzedaży, lecz tym razem z myślą o pierwszym dużym zagranicznym rynku zbytu - Europie Zachodniej. Mullen I-Go powstał w oparciu o chiński miejski samochód niewielkiej firmy Henrey Automobile, mając docelowo trafić do sprzedaży w 2023 roku. Latem tego roku firma dostarczyła 30 egzemplarzy I-Go do Irlandii.

## Modele samochodów

### Historyczne
- 700e (2014–2015)
- Dragonfly (2018)
- I-Go (2022)

### Studyjne
- Mullen GT (2006)
- Mullen L1X-75 GT (2007)
- Mullen MX-05 (2020)
- Mullen Five (2021)
- Mullen Five RS (2024)